# Elettrobisturi
L'elettrobisturi è uno strumento chirurgico che sfrutta un generatore di segnali ad alta frequenza, che essendo di solito nel campo 0,4-2 MHz, viene chiamato generatore in radiofrequenza.

## Utilizzi
L'elettrobisturi trova largo uso in chirurgia grazie al suo potere cauterizzante e coagulante istantaneo che blocca immediatamente emorragie al contatto con vasi sanguigni. Esso permette a seconda del suo utilizzo un'azione di taglio o di coagulo sul paziente operato. L'effetto termico della corrente sul tessuto può portare a differenti trasformazioni sulle cellule che lo compongono a seconda della temperatura raggiunta. A temperature inferiore ai 100 °C l'evaporazione dell'acqua contenuta nelle cellule consente il blocco di fuoriuscite del sangue; a temperature superiori ai 100 °C, si ottiene la distruzione della cellula e quindi il taglio del tessuto; se infine la temperatura è molto superiore ai 100 °C si ottiene la carbonizzazione del tessuto e tale forma di coagulazione detta cauterizzazione spesso viene utilizzata in dermatologia per distruggere parti di tessuto come terapia in determinate patologie.

## Composizione
Dal dispositivo partono due elettrodi: un elettrodo neutro (piastra neutra) posizionato sul paziente ed un elettrodo attivo, opportunamente sagomato, detto "manipolo" tenuto nelle mani del chirurgo.
Il bisturi elettrico è così un oscillatore elettronico. Sulla punta dell'elettrodo attivo, a causa delle sue ridotte dimensioni, la densità di corrente è elevatissima. Nel punto di contatto tra elettrodo e cute la corrente sviluppa nella resistenza elettrica incontrata al contatto stesso, in tempo breve, una grande quantità di calore. A seconda della forma dell'elettrodo attivo, dalla velocità con cui questo viene mosso, dall'intensità della corrente che si utilizza e dalla sua forma d'onda si ottiene un effetto di taglio o di coagulo, oppure di taglio e coagulo insieme.
Oggi sono disponibili elettrobisturi che lavorano con frequenze superiori ai 4 MHz. Questo tipo di elettrobisturi viene chiamato anche radiobisturi.
Il principio di funzionamento è il medesimo degli elettrobisturi tradizionali con la particolarità che le frequenze molto alte concentrano l'energia in un punto molto piccolo e pertanto l'effetto di separazione dei tessuti, detto anche taglio, è molto più netto e preciso ed è sufficiente una potenza o energia molto più bassa. Questo tipo di corrente impiegata consente pertanto un effetto di taglio molto preciso del tutto simile a quello prodotto dalla luce laser.